# Jacek Cisowski
Jacek Cisowski (ur. 5 listopada 1972) – polski piłkarz występujący na pozycji napastnika.

## Życiorys
Wychowanek Zagłębia Sosnowiec, w 1990 roku został wcielony do pierwszej drużyny. W barwach Zagłębia w I lidze rozegrał 36 spotkań, zdobywając pięć goli. W sezonie 1991/1992 jego klub spadł z ligi. Na początku 1993 roku został zawodnikiem Papiernika Myszków. W latach 1994–1998 w barwach myszkowskiego klubu strzelił dwadzieścia bramek w 93 meczach ligowych. W 1999 roku występował w Victorii Jaworzno, a następnie przeszedł do Szczakowianki. W 2001 roku awansował z klubem do II ligi. W styczniu 2002 roku odszedł do BKS Stal Bielsko-Biała. Po pół roku gry w tym klubie wrócił do Victorii Jaworzno. W 2003 roku zakończył karierę.

## Statystyki ligowe
| Sezon         | Klub                             | Liga     | Mecze | Gole |
| ------------- | -------------------------------- | -------- | ----- | ---- |
| 1990/1991     | Zagłębie Sosnowiec               | I liga   | 24    | 4    |
| 1991/1992     | Zagłębie Sosnowiec               | I liga   | 12    | 1    |
| 1992/1993 (j) | Zagłębie Sosnowiec               | II liga  | 0     | 0    |
| 1992/1993 (w) | Papiernik Myszków                | IV liga  | ?     | ?    |
| 1993/1994     | Krisbut Myszków                  | III liga | ?     | ?    |
| 1994/1995     | Krisbut Myszków                  | II liga  | 25    | 4    |
| 1995/1996     | Krisbut Myszków                  | II liga  | 28    | 10   |
| 1996/1997     | Krisbut Myszków                  | II liga  | 18    | 4    |
| 1997/1998     | Krisbut Myszków                  | II liga  | 21    | 1    |
| 1998/1999 (j) | KS Myszków                       | II liga  | 1     | 0    |
| 1998/1999 (w) | Victoria Jaworzno                | IV liga  | ?     | ?    |
| 1999/2000 (j) | Victoria Jaworzno                | IV liga  | ?     | ?    |
| 1999/2000 (w) | Szczakowianka Jaworzno           | IV liga  | ?     | ?    |
| 2000/2001     | Szczakowianka Jaworzno           | III liga | ?     | ?    |
| 2001/2002 (j) | Garbarnia Szczakowianka Jaworzno | II liga  | 17    | 1    |
| 2001/2002 (w) | BKS Stal Bielsko-Biała           | IV liga  | ?     | ?    |
| 2002/2003     | Victoria Jaworzno                | IV liga  | ?     | 1    |